# Lehmberg
Lehmberg är en bergstopp i Österrike.   Den ligger i distriktet Salzburg-Umgebung och förbundslandet Salzburg, i den centrala delen av landet, 230 km väster om huvudstaden Wien. Toppen på Lehmberg är 1 027 meter över havet, eller 85 meter över den omgivande terrängen. Bredden vid basen är 3,1 km.
Terrängen runt Lehmberg är huvudsakligen kuperad, men åt nordväst är den platt. Runt Lehmberg är det ganska tätbefolkat, med 120 invånare per kvadratkilometer.. Närmaste större samhälle är Salzburg, 19,3 km sydväst om Lehmberg. 
Omgivningarna runt Lehmberg är en mosaik av jordbruksmark och naturlig växtlighet.